# 格朗孔布代布瓦
格朗孔布代布瓦（法語：Grand'Combe-des-Bois）是法国杜省的一个市镇，位于该省东南部，属于蓬塔利耶区。该市镇总面积11.87平方公里，2009年时的人口为127人。

## 人口
格朗孔布代布瓦人口变化图示